# Territoire de l'Union de Naypyidaw
Le territoire de l'Union de Naypyidaw est une division administrative birmane à statut particulier. Sa capitale est Naypyidaw, également capitale du pays. Il est directement placé sous l'autorité du président de la République.

## Géographie
Ce territoire se trouve au centre de la Birmanie, au sein de la région de Mandalay. Il se compose de la ville de Naypyidaw, capitale du pays.

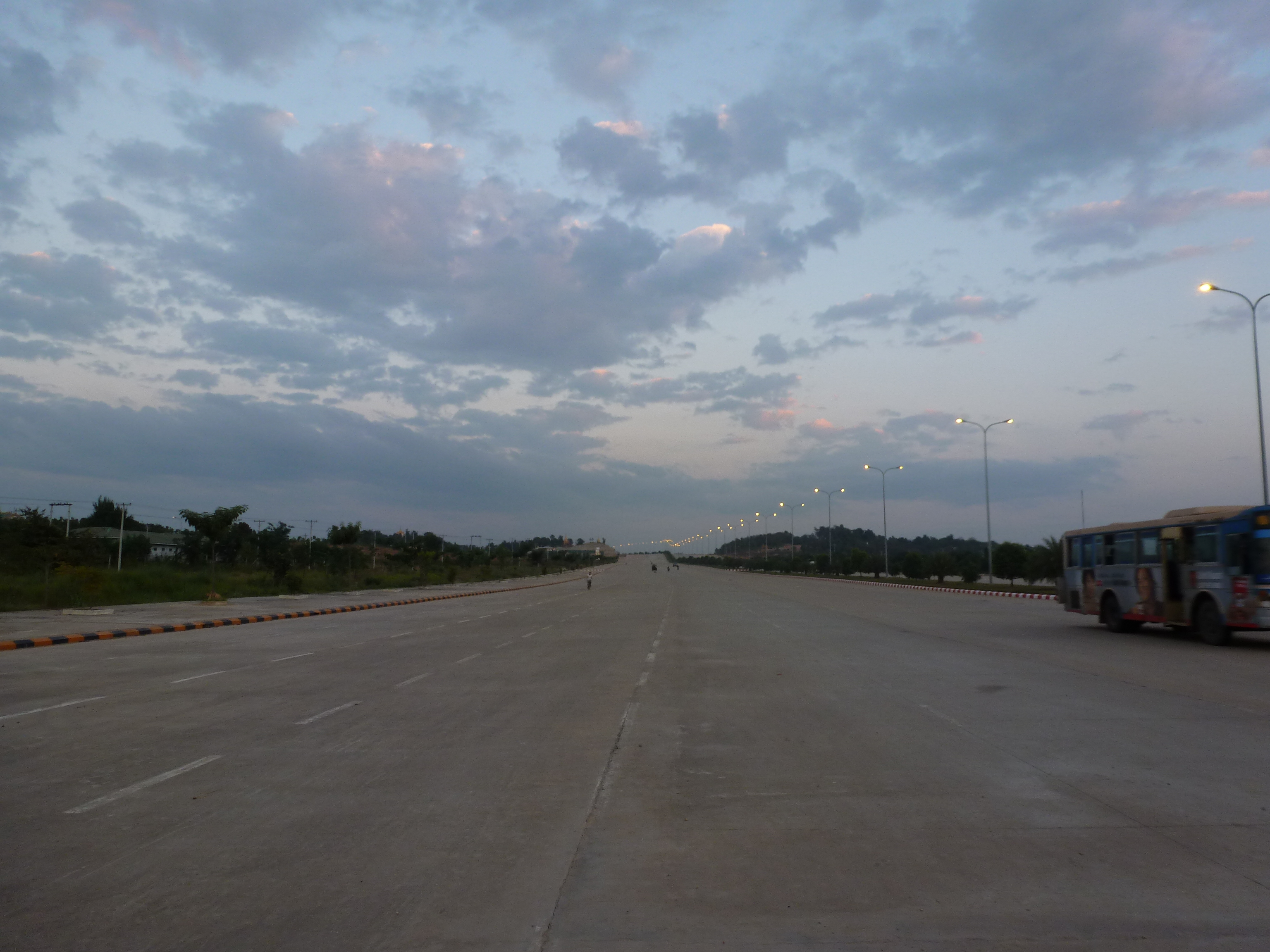
Naypyidaw – Vue

Son territoire s'étend sur 7 054 km2.

## Histoire
Naypyidaw est fondée en 2005 pour devenir la nouvelle capitale du pays (avant cette place revenait à Rangoun). La ville a été créée par choix stratégique. En effet, selon les autorités birmanes, Rangoun serait trop exposée en cas d'invasion. Le gouvernement décida alors de créer la nouvelle capitale au centre du pays, au milieu de la jungle.
Le territoire de l'Union de Naypyidaw est créé en 2008.

## Administration
Le territoire de l'Union de Naypyidaw est directement placé sous l'autorité du président birman et fait partie de la région de Mandalay. Il constitue la capitale de la Birmanie et est divisé en plusieurs quartiers.

## Démographie
En 2014, le territoire de l'Union de Naypyidaw comptait 1 160 242 habitants répartis sur une superficie de 7 054 kilomètres carrés, soit une densité de population de 164 hab/km2.
L'intégralité de la population vit à Naypyidaw, capitale de la Birmanie.